# Cognición en insectos

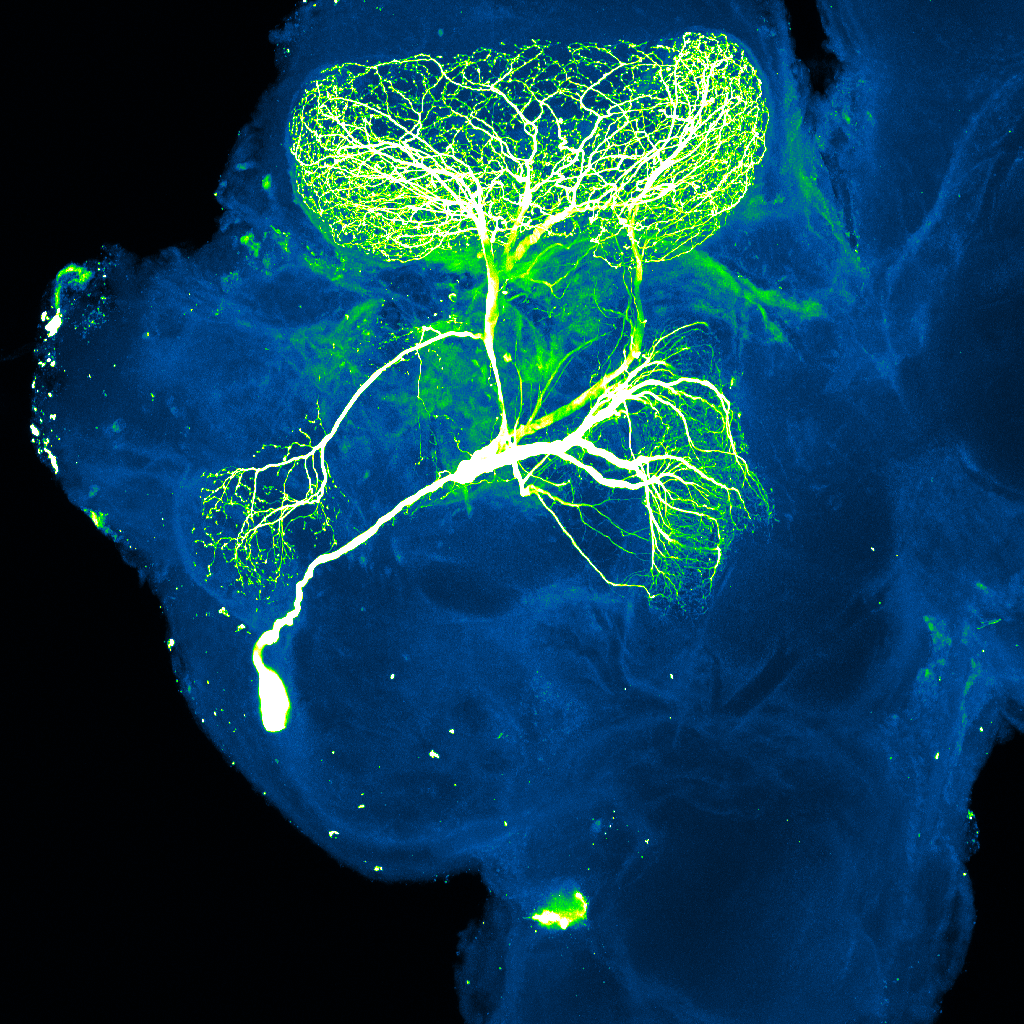
Una neurona (verde y blanca) en el cerebro de un insecto (azul)

La cognición en insectos describe las capacidades mentales y el estudio de esas capacidades en los insectos. El campo se desarrolló a partir de la psicología comparada, donde los primeros estudios se centraron más en el comportamiento animal. Los investigadores han examinado la cognición de los insectos en abejas, moscas de la fruta y avispas.
Las preguntas de investigación consisten en experimentos destinados a evaluar las habilidades de los insectos como la percepción, emociones atención, memoria (nido múltiple de avispas), cognición espacial, uso de herramientas, resolución de problemas, y conceptos. A diferencia del comportamiento animal, el concepto de cognición grupal juega un papel importante en los estudios de insectos. Se hipotetiza que algunas clases de insectos como las hormigas y las abejas piensan con una cognición grupal para funcionar dentro de sus sociedades; estudios más recientes muestran que la cognición individual existe y juega un papel en la tarea cognitiva general del grupo. Los experimentos de cognición en insectos han sido más frecuentes en la última década que antes. Es lógico para la comprensión de las capacidades cognitivas como adaptaciones a diferentes nichos ecológicos bajo la facultad cognitiva por especies al analizar comportamientos, esto significa ver los comportamientos como adaptaciones al entorno de un individuo y no ponderarlos más avanzados en comparación con otros individuos diferentes.

## Cognición de alimentación de insectos

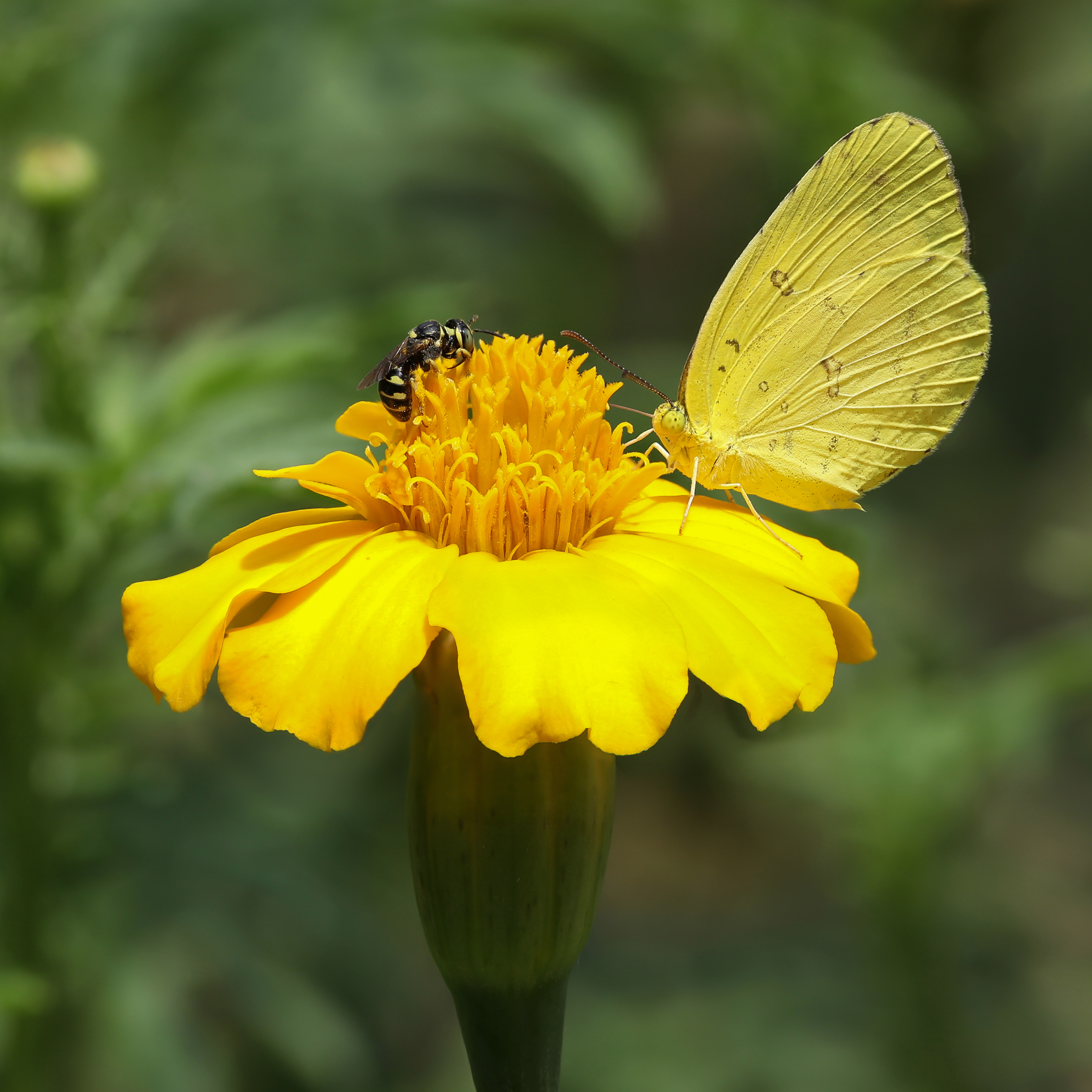
Insectos buscando alimento en una flor amarilla

Los insectos habitan en muchos entornos diversos y complejos en los que deben encontrar alimento. La cognición determina cómo un insecto llega a encontrar su alimento. Las capacidades cognitivas particulares que utilizan los insectos para encontrar comida han sido el foco de muchas investigaciones científicas. Los insectos sociales son a menudo sujetos de estudio y se ha descubierto mucho sobre la inteligencia de los insectos al investigar las habilidades de las especies de abejas. Las moscas de la fruta también son sujetos comunes de estudio.

## Aprendizaje y memoria

### Sesgos de aprendizaje
A través del aprendizaje, los insectos pueden aumentar su eficiencia de búsqueda de alimento, disminuyendo el tiempo dedicado a buscar comida, lo que permite más tiempo y energía para invertir en otras actividades relacionadas con la aptitud, como la búsqueda de pareja. Dependiendo de la ecología del insecto, se pueden usar ciertas señales para aprender a identificar rápidamente las fuentes de alimentos. A lo largo del tiempo evolutivo, los insectos pueden desarrollar sesgos de aprendizaje evolucionados que reflejan la fuente de alimento de la que se alimentan. Los sesgos en el aprendizaje permiten a los insectos asociar rápidamente características relevantes del entorno que están relacionadas con la comida. Por ejemplo, las abejas tienen una preferencia no aprendida por los patrones radiantes y simétricos, características de las flores naturales de las cuales las abejas se alimentan. Además, las abejas que no tienen experiencia en la búsqueda de alimentos tienden a tener una preferencia no aprendida por los colores que un recolector experimentado aprendería más rápido. Estos colores tienden a ser los de las flores muy gratificantes en ese entorno en particular.

### Aprendizaje de tiempo-lugar
Además de las señales más típicas como el color y el olor, los insectos pueden usar el tiempo como una señal para buscar comida. El tiempo es una señal particularmente importante para los polinizadores. Los polinizadores se alimentan de flores que tienden a variar de manera predecible en el tiempo y el espacio, dependiendo de la especie de flor, los polinizadores pueden aprender el momento de la floración de las especies de flores para desarrollar rutas de alimentación más eficientes. Las abejas aprenden en qué momentos y en qué áreas los sitios son gratificantes y cambian su preferencia por sitios en particular según la hora del día. Se ha demostrado que estas preferencias basadas en el tiempo están vinculadas a un reloj circadiano en algunos insectos. En ausencia de señales externas, las abejas seguirán mostrando un cambio en la preferencia por una recompensa dependiendo del tiempo, lo que implica fuertemente un mecanismo interno de mantenimiento del tiempo, es decir, el reloj circadiano, en la modulación de la preferencia aprendida. Además, las abejas no solo pueden recordar cuándo un sitio en particular es gratificante, sino que también pueden recordar en qué momentos son rentables varios sitios diferentes. Ciertas especies de mariposas también muestran evidencia de aprendizaje en el tiempo y el lugar debido a su comportamiento de búsqueda de alimento, visitando constantemente los mismos sitios de alimentación de manera secuencial a lo largo de varios días, lo que sugieriría una capacidad de aprendizaje de tiempo y lugar.

### Capacidad de innovación
Los insectos también son capaces de realizar innovaciones de comportamiento. La innovación se define como la creación de un comportamiento aprendido nuevo o modificado que no se encuentra previamente en la población. Las habilidades innovadoras se pueden estudiar experimentalmente en insectos mediante el uso de tareas de resolución de problemas. Cuando se les presenta una tarea de tirar de cuerdas, muchos abejorros no pueden resolver la tarea, pero algunos pueden innovar la solución. Aquellos que inicialmente no pudieron resolver la tarea pueden aprender a resolverla observando a una abeja innovadora resolviendo la tarea. Estos comportamientos aprendidos pueden luego propagarse culturalmente a través de las poblaciones de abejas. Estudios más recientes en insectos han comenzado a observar qué rasgos (por ejemplo, la tendencia exploratoria) predicen la propensión de un insecto individual a ser un innovador.

## Aspectos sociales de la búsqueda de alimentos

### Aprendizaje social de los sitios de alimentación
Los insectos pueden aprender sobre los sitios de alimentación mediante la observación o la interacción con otros individuos, lo que se denomina aprendizaje social. Esto se ha demostrado en abejorros. Los abejorros se sienten atraídos por las flores de recompensa más rápidamente si están ocupados por otros abejorros y aprenden más rápidamente a asociar esa especie de flores con la recompensa. Ver un conespecífico en una flor aumenta las preferencias por flores de ese tipo. Además, los abejorros se basarán más en las señales sociales cuando una tarea es difícil en comparación con cuando una tarea es simple.
Las hormigas mostrarán los sitios de comida de sus congéneres que han descubierto en un proceso llamado ejecución en tándem. Este se considera un caso raro de enseñanza, una forma especializada de aprendizaje social, en el reino animal. La enseñanza implica interacciones consistentes entre un tutor y un alumno y el tutor generalmente incurre en algún tipo de costo para transmitir la información relevante al alumno. En el caso de correr en tándem, la hormiga está disminuyendo temporalmente su propia eficiencia de alimentación para demostrarle al alumno la ubicación de un sitio de alimentación.

### Evidencia de cultura acumulativa
Los estudios en abejorros han proporcionado evidencia de que algunos insectos muestran los inicios de la cultura acumulativa a través del acto de refinar los comportamientos existentes en formas más eficientes. Los abejorros pueden mejorar una tarea en la que deben tirar de una pelota a un lugar en particular, un comportamiento previamente aprendido socialmente, utilizando una ruta más óptima en comparación con la ruta que utilizó su demostrador. Esta demostración de refinamiento de un comportamiento existente previamente observado podría considerarse una forma rudimentaria de cultura acumulativa, aunque esta es una idea muy controvertida. Es importante decir que el verdadero cultivo acumulativo ha sido difícil de mostrar en insectos y, de hecho, en todas las especies. Esto requeriría que la cultura se acumule a lo largo de generaciones hasta el punto en que ningún individuo pueda generar de forma independiente todo el comportamiento.

## Base neuronal

### Papel de lacorpora pedunculata

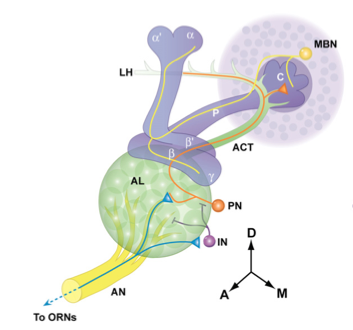
Diagrama del corpora pedunculata de la mosca de la fruta.

Una región del cerebro importante y altamente estudiada involucrada en la búsqueda de alimento de los insectos son los corpora pedunculata, una estructura implicada en las habilidades de aprendizaje y memoria de los insectos. Esta consta de dos tallos grandes llamados pedúnculos que tienen proyecciones en forma de copa en sus extremos llamadas cálices. Juegan un rol en la integración sensorial y el aprendizaje asociativo, permitiendo que el insecto combine información sensorial y recompensa. Los experimentos en los que la función de estos cuerpos pedunculares se ve afectada por la ablación encuentran que los organismos tienen un comportamiento normal pero tienen un aprendizaje deficiente. Cuando estas estructuras están dañadas, las moscas no pueden formar una asociación de olores y las cucarachas no pueden hacer uso de la información espacial para formar recuerdos sobre ubicaciones. Los fundamentos electrofisiológicos de la cognición en diferentes partes del cerebro del insecto pueden estudiarse mediante diversas técnicas, incluidas grabaciones in vivo de estas partes del cerebro del insecto.

#### Plasticidad
Los corpora pedunculata pueden cambiar de tamaño a lo largo de la vida de un insecto. Existe evidencia de que estos cambios están relacionados con el inicio de la búsqueda de alimentos, así como con la experiencia de la búsqueda de alimentos. En algunos himenópteros, los corpora pedunculata aumentan de tamaño cuando las nodrizas se convierten en recolectoras y comienzan a buscar la colonia. Las abejas jóvenes comienzan como enfermeras que se ocupan de la alimentación y el saneamiento de las larvas de la colmena. A medida que una abeja envejece, experimenta un cambio en las tareas de nodriza a recolectora, dejando la colmena para recolectar polen. Este cambio de trabajo conduce a cambios en la expresión de genes dentro del cerebro que están asociados con un aumento en el tamaño del corpora pedunculata. También se ha demostrado que algunas mariposas experimentan un aumento en el tamaño del corpora pedunculata dependiente de la experiencia. El período de mayor aumento en el tamaño del cerebro generalmente se asocia con un período de aprendizaje a través de experiencias de búsqueda de alimento que demuestran la importancia de esta estructura en la cognición de búsqueda de alimento de los insectos.

### Evolución
Múltiples taxones de insectos han desarrollado corpora pedunculata más grandes de forma independiente. Las demandas de cognición espacial de la búsqueda de alimento se han visto implicadas en casos en los que han evolucionado corpora pedunculata más sofisticados. Las cucarachas y las abejas, que se encuentran en diferentes órdenes, se alimentan en un área grande y hacen uso de la información espacial para regresar a los sitios de alimentación y lugares centrales, lo que probablemente explica sus corpora pedunculata más grandes. Compárese esto con un díptero como la mosca de la fruta Drosophila melanogaster, que tiene corpora pedunculata relativamente pequeños y demandas de aprendizaje espacial menos complejas.